# 達倫鎮區 (北達科他州博蒂諾縣)
達倫鎮區（英語：Dalen Township）是位於美國北達科他州博蒂諾縣的一個鎮區。

## 地方資料
達倫鎮區的面積為113.53平方千米，當中陸地面積為110.92平方千米，而水域面積為2.61平方千米。根據2010年美國人口普查的數據，當地共有人口114人，而人口密度為每平方千米1人。